# لوک گرینبنک
لوک گرینبنک (انگلیسی: Luke Greenbank؛ زادهٔ ۱۷ سپتامبر ۱۹۹۷) شناگر اهل بریتانیا است.
وی در مسابقات کشوری و بین‌المللی در مجموع برندهٔ ۲ مدال طلا، ۲ مدال نقره، ۳ مدال برنز شده‌است.